# Flugunfall der TAROM bei Nouadhibou
Der Flugunfall der TAROM bei Nouadhibou ereignete sich am 7. August 1980. An diesem Tag verunglückte eine auf einem interkontinentalen Linienflug von Bukarest nach Nouadhibou befindliche Tupolew Tu-154B-1 der TAROM im Landeanflug. Bei dem Unfall wurde von den 168 Personen an Bord ein Passagier getötet.

## Maschine
Bei der betroffenen Maschine handelte es sich um eine 1978 gebaute Tupolew Tu-154B-1, welche die Werksnummer 78A277 und die Modellseriennummer 02-77 trug. Die Maschine war im Werk von Tupolew in Kuibyschew gebaut worden. Das Roll-Out und der Erstflug erfolgten im Mai 1978. Die Tupolew wurde am 6. Juni 1978 mit dem Luftfahrzeugkennzeichen YR-TPH auf die TAROM zugelassen. Das dreistrahlige Mittelstrecken-Schmalrumpfflugzeug war mit drei Strahltriebwerken des Typs Kusnezow NK-8-2U ausgestattet.

## Passagiere und Besatzung
Es befanden sich 152 Passagiere sowie eine 16-köpfige Besatzung an Bord der Maschine. Kapitän der Maschine war Paul Mitu. Unter den Passagieren befanden sich viele Seeleute, die auf rumänischen Schiffen im Atlantik dienen sollten, da der mauretanische Staat zu dieser Zeit keine eigene Fischereiflotte betrieb, sondern Lizenzen an ausländische Fischer vergab.

## Unfallhergang
Die Tupolew befand sich beim nächtlichen Anflug bei Nebel auf Nouadhibou unter eingeschränkten Sichtverhältnissen im Sinkflug auf die Landebahn, deren Befeuerung die Piloten selbst beim Erreichen der Entscheidungshöhe von 90 Metern nicht erkennen konnten. Ein Fehlanflugverfahren wurde eingeleitet, als der Kapitän um 03:04 Uhr Nachts plötzlich einen Bodenkontakt fühlte. Er glaubte, die Maschine sei auf der Landebahn aufgesetzt und beschloss, die Landung fortzusetzen. Tatsächlich hatte die Tupolew im Wasser 350 Meter vor der Landebahn aufgesetzt, schlitterte gegen eine Sandbank und brach auseinander.

## Rettungsaktion
Nach dem Unfall war es zu keinerlei Panik an Bord gekommen. Die vordere Rumpfhälfte wurde erheblich geknickt und beschädigt. Eine Passagierin starb, 18 weitere Personen erlitten Verletzungen. Zwei Passagiere, ein Flugbegleiter und der Erste Offizier wurden schwer verletzt. Mehrere Passagiere aus der Ersten Klasse erlitten leichte Verletzungen. Während die Bugpartie erheblich beschädigt worden war, hatten einige Passagiere im Heck, die zum Unfallzeitpunkt geschlafen hatten, die Bruchlandung nicht als solche wahrgenommen und sich gewundert, wieso die Fluggasttreppen nicht an die Maschine herangefahren wurden. Obwohl es viele Haie im Meer gab, näherten diese sich dem Verkehrsflugzeug nicht, da aufgrund der hohen Lage des Lufteinlasses kein Wasser in das mittlere Triebwerk gelangte und es weiter funktionierte und die Raubtiere mit seinem Lärm abschreckte. Eine halbe Stunde später trafen die Schiffe der mauretanischen Küstenwache ein. Zuerst glaubte man, dass alle an Bord überlebt hätten, später wurde jedoch im Heckbereich eine tote Passagierin gefunden. Wie die Untersuchung ergab, war ihr Tod nicht auf eine harte Landung zurückzuführen, sondern auf einen Herzinfarkt.

## Ursache
Es war ein Flugunfall des Typs Controlled flight into terrain, nachdem die Besatzung unter schlechten Sichtbedingungen den Anflug auf den Flughafen fortgesetzt hatte.
Der Untersuchung zufolge war die Ursache eine Fehlfunktion der Navigationsausrüstung des Flughafens, der Fluglotse hatte die Piloten nicht davor gewarnt. Infolgedessen seien die Piloten des Verkehrsflugzeugs geringfügig südwärts von der normalen Landeanflugbahn abgewichen, und die Besatzung sah die Landebahnbefeuerung nicht dort, wo sie es erwartet hatten.

## Folgen und Weiteres
Die Piloten wurden für nicht schuldig befunden. Die TAROM erhielt für den Flugzeugverlust eine Entschädigung in Höhe von 36 Millionen US-Dollar.
Unter den Überlebenden des Zwischenfalls befand sich die Stewardess Aurelia Grigore, die am 5. September 1986 erneut im Dienst Zeugin eines Unfalls einer TAROM-Maschine mit Todesopfern wurde.